# Abalkin
Abalkin [abálkin] ima več pomenov.

## Osebnosti
Priimek več osebnosti (rusko Аба́лкин).
- Leonid Ivanovič Abalkin (1930—2011), ruski ekonomist.
- Nikolaj Aleksandrovič Abalkin (1906—1986), ruski novinar, ded L. I. Abalkina.

## Drugo
- Lev Abalkin, izmišljena oseba romana Hrošč v mravljišču bratov Strugacki.